# Parvobasidium cretatum
Parvobasidium cretatum är en svampart som först beskrevs av Bourdot & Galzin, och fick sitt nu gällande namn av Jülich 1975. Parvobasidium cretatum ingår i släktet Parvobasidium och familjen Cystostereaceae.  Arten är reproducerande i Sverige. Inga underarter finns listade i Catalogue of Life.